# Visjera (Kama)
De Visjera (Russisch: Вишера) is een zijrivier van de Kama in het noordoosten van Europees Rusland. 
De loop van de Visjera ligt geheel in de kraj Perm. De bron van de rivier bevindt zich in de noordelijke Oeral en de bovenloop behoort tot het natuurreservaat Visjera, dat de noordoosthoek van de kraj Perm beslaat. 
De voornaamste stad aan de rivier is Krasnovisjersk, dat op de linkeroever ligt. Vanaf hier is de Visjera bevaarbaar. De rivier is van eind oktober tot eind april bevroren. De grootste zijrivieren van de Visjera zijn de Jazva (van links) en de Kolva (van rechts). 